# Bata Mihailovitch
Bata Mihailovitch (en serbe : Milorad Bata Mihailović, cyrillique : Милорад Бата Михаиловић), né le 8 février 1923 à Pančevo, et mort le 23 avril 2011 à Paris, est un peintre serbe, membre de l'Académie serbe des sciences et des arts, parisien d'adoption.

## Biographie
Originaire de Pančevo, en Serbie, Milorad Bata Mihailović s'installe dans l'entre-deux-guerres avec sa famille à Belgrade. Après des études commencées à la Faculté de droit de Belgrade, il s'inscrit en 1946 à l'Académie des Beaux-Arts à Belgrade où il est admis immédiatement au second semestre dans la classe du professeur Ivan Tabaković. Il part avec le groupe des artistes opposés au socialisme réel imposé par communistes  pour Zadar en 1947, où il fonda le Groupe des Onze, qu'il quitte en 1951.
En 1952, en suivant ses préférences démocratiques, et en recherche de  liberté d'expression artistique, Mihailović s'installe à Paris avec sa femme Lybinka (Ljubinka Jovanović-Mihailović), elle-même peintre. Avec Lybinka et ses amis Pierre Omcikous et Kossa Bokchan, Mihailović formait la première génération post-guerre des peintres serbes installés en France.  Après quelques expositions réussies, Mihailović (en français Mihailovitch), s'établit comme un peintre original de renom, lié à la Galerie Ariel à Paris ; il partagea pendant des décennies son temps entre Paris et Belgrade.
Après une phase réaliste au début de sa carrière, Mihailovitch passe dans une phase d’expressionnisme, marquée par un chromatisme surprenant.
Très attaché à l'histoire serbe, Mihailovitch peint un grand nombre des tableaux traitant de histoire médiévale de Serbie, inspiré surtout par les fresques des monastères serbes (Gračanica, Banjska, Visoki Dečani, Patriarcat de Peć, Notre-Dame de Ljeviša, et autres) au Kosovo et Metohija.
En 1985, Milorad Bata Mihailović fut élu membre de l’Académie serbe des sciences et des arts à Belgrade.

## Œuvre
Mihailovic a commencé à peindre dans l'esprit figuratif, réaliste traditionnel, avant de rencontrer l'expressionnisme.

## Expositions personnelles (sélection)
- 1953. Galerie Marseille, Paris, Galerie Paul Moihien, Paris
- 1957. Galerie Rive Gauche, Paris
- 1958. Galerie Rive Gauche, Paris
- 1958. Galerie Jeanne Bucher, Paris
- 1959. Galerie Rive Gauche, Paris
- 1961. Galerie Ariel, Paris
- 1962. Galeria Nova Spectra, La Haye
- 1963. Galerie 'Le Zodiaque' - Galerie Gérard Moneyn, Bruxelles, Galerie Ariel, Paris
- 1964. Galerie Birch, Copenhague
- 1965. Салон Музеја савремене уметности, Београд
- 1966. Galerie Ariel, Paris, Tama Gallery, Londres
- 1967, Galerie Nord, Lille
- 1968. Galerie Rive Gauche, Paris
- 1969. Galeria Haaken, Oslo
- 1970. Galerie Ariel, Paris, Galerie Nord, Lille
- 1974. Galerie Ariel, Paris
- 1975. Galeria Eklunds, Umea (Suède)
- 1976. Galerie Médicis, Ostende (Belgique), Kunsthandel M. L., De Boer, Amsterdam, Galeria Galax, Gothenburg
- 1978. Galerie Nadar, Casablanca
- 1980. Galerie Erval, Paris, Galerie Ariel, Paris
- 1981. Уметнички павиљон 'Цвијета Зузорић, (exposition rétrospective), Belgrade, Galeria JMC, Oslo
- 1983. Galerie Nadar, Casablanca
- 1985. Galerie Ariel, Paris, Galerie Noriot
- 1986. Galerie Syn'art, Paris, Galerie Fouché-Saillenfest, Le Havre
- 1987. Mairie de Neuilly-sur-Seine, Galerie Fouché-Saillenfest, Le Havre
- 1988. Galerie Ariel, Paris, Галерија 'Астрапас', Niš

## Musées
- 9 œuvres au musée d'art contemporain du Val-de-Marne (Vitry-sur-Seine)[2]

Peintures
1. Jasenovac, nuit et brouillard
2. La Bataille de Kosovo Polje ou du Champ des Merles
3. La Passion de Kosovo Polje
4. La grande histoire et le saint-guerrier
5. La nuit (pilier ouest) ; (de la série Le monde ne finit pas)
6. Le jour (pilier est) ; (de la série Le monde ne finit pas )

Estampes
1. Mémoire de l'homme ; (de la série Au peuple souverain)
2. Sarabande
3. Tarasque

- Musée national des Beaux-Arts d'Alger, Alger

## Sources
- Documentation. Museum of Contemporary Art, Belgrade
- P. Cabanne, "Bata Mihailovitch", Dictionnaire international de la peinture, vol. IV, Paris, 1975
- "Mihailovitch Milorad Bata", Dictionnaire universel de la peinture, IV, Paris, 1975
- Miodrag B. Protić, Jesenja izložba ULUS-a, Lik, Beograd, janvier 1951
- Katarina Ambrozić, Prva izložba Bate Mihailovića, 20 octobre, Beograd, 17 octobre 1951
- Mića Popović, "Izložba slika Bate Mihailovića", NIN, Beograd, 21 octobre, 1951
- P. Discargues, "Souleurs Bata Mihailovitch", Les lettres françaises, Paris, 16-23 avril, 1953
- R. Vrinat, Mihailović, Actualité artistique 58, Paris, 14 novembre, 1953
- Y.H., Louise Nevelson, Pierre Omcikous, Batta Mihailovitch, Aujourd'hui 20, Paris, 1958
- R.-J. Moulin, Mihailovitch et Bogart, Les lettres françaises, Paris, juin 1959
- G. Boudaille, M. B. Mihailovitch, Les lettres françaises, Paris, 7-13 décembre 1961
- J.-J. Lévêque, Un panorama de la peinture moderne révélé, L'information, Paris, 16 décembre 1961
- J.-J. Lévêque, Mihailovitch, La Nouvelle Revue Française, Paris, avril, 1962
- Peđa Milosavljević, Aktuelnost romantizma, Politika, 13. maj, Beograd, 1962
- J.-J. Lévêque, Mihailovitch Lyrisme, Arts, Paris, juin 1963
- R.-J. Moulin, (preface), Galerie Argos, Nantes, 1964
- J. Rollas, (pref), Galerie Ariel, Paris, 1964
- J.J. Lévêque, Mihailovitch, Paris, 1965
- J.J. Lévêque, Mihailovitch, Cimaise, Paris, juin 1966
- M.Wykes-Joyce, (pref), Tama Gallery, London, 1966
- C.B., Mihailovitch à la Galerie Nord, Lille, 1967
- G. Boudaille, Mihailovitch, Presentazione, (pref), Galerie Rive Gauche, Paris, Rome, 1968
- R.-J. Moulin, Du geste de Mihailovitch aux signes de Lybinka, Opus international, No 64, Paris, juin 1974
- J. Pollac, (pref), Peintures récentes de Mihailovitch, Galerie Ariel, Paris, 1974
- G. Bougaille, Milorad Bata Mihailovitch, (pref), Kunsthandel M. L. de Boer, Amsterdam, 1976
- P. Cabanne, Mihailovitch, Le Matin, Paris, novembre, 1980
- R.-J. Moulin, "Un grand peintre yougoslave", Dans le tremblement du monde, L'Humanité, Paris, 4 décembre 1980
- F. Priston, (pref), Mihailovitch, Artmosphère IV, Hôtel de Ville, Neuilly-sur-Seine, 1987
- Ch. Simić, Notes sur la peinture de Bata Mihailovitch, (pref), Galerie Ariel, Paris, 1988
- Milorad Bata Mihailović, SANU, Belgrade, 2005  (ISBN 86-7025-382-8)